# El Carrizal, Zimapán
El Carrizal är en ort i Mexiko.   Den ligger i kommunen Zimapán och delstaten Hidalgo, i den sydöstra delen av landet, 150 km norr om huvudstaden Mexico City. El Carrizal ligger 2 139 meter över havet och antalet invånare är 151.
Terrängen runt El Carrizal är kuperad åt sydost, men åt nordväst är den bergig. Runt El Carrizal är det ganska glesbefolkat, med 42 invånare per kvadratkilometer. Närmaste större samhälle är Zimapan, 14,0 km öster om El Carrizal. Trakten runt El Carrizal består i huvudsak av gräsmarker.